# 宁德时代
宁德时代新能源科技股份有限公司（英語：Contemporary Amperex Technology Co. Limited，简称CATL）是一家中国电池制造商和技术公司，
成立于2011年，专门从事制造用于电动汽车和储能系统以及电池管理系统的锂离子电池。其电动汽车电池的全球市占率连续多年位居第一，因而有“宁王”的昵称。
宁德时代总部位于福建省宁德市。公司在全球已设立福建宁德、江苏溧阳、青海西宁、四川宜宾、广东肇庆、上海临港、福建厦门、江西宜春、贵州贵阳、山东济宁、河南洛阳、德国图林根州埃尔福特、匈牙利德布勒森十三大电池生产制造基地。其中宁德基地和宜宾基地被世界经济论坛评选为全球灯塔工厂，这是锂电行业仅有的两座灯塔工厂。宜宾基地是全球首家电池零碳工厂。
2025年1月，美国国防部认定宁德时代涉嫌与军事存在联系，被列入中国军事公司黑名单。宁德时代声明称，公司并未参与任何军事相关活动。

## 业绩
2022年宁德时代全球动力电池使用量市占率37.0％，连续六年排名全球第一；2022年公司全球储能电池出货量市占率为43.4％，连续两年排名全球第一。
《紐約時報》中文網2021年12月報道，宁德时代占据了全球电动汽车电池市场的三分之一。

## 发展历史
宁德时代在2016的电池销量达到6.8GWh，是仅次于松下（三洋電機）和比亚迪的全球第三大电动载具、混合动力电动汽车和插電式混合動力車电池解决方案提供商。 
2017年，动力电池销量为11.84GWh，全球排名第一。

2018年6月11日，宁德时代在深圳证券交易所上市。同年宁德时代宣布将在德国图林根州阿恩施塔特建立新的电池工厂。同時BMW宣布将从宁德时代购买价值40亿欧元的电池用于电动BMW MINI和BMW i车辆。
2022年12月，宁德时代麒麟电池被评为《时代》周刊2022年度最佳发明。
2023年2月11日，据彭博社、路透社等多方报道，福特汽车和宁德时代将结束长达数月且紧张的选址工作，选定在美国密歇根州马歇尔地区建设一座磷酸铁锂电池工厂。投资金额约为35亿美元。知情人士称，工厂将位于密歇根州底特律市以西约100英里，预计将创造约2500个就业岗位，此次协议最早将会在下周一宣布。
2025年3月15日，宁德时代发布2024年年报，营业总收入为3620.13亿元，同比较去年同期下降9.70%，归母净利润为507.45亿元，同比较去年同期上涨15.01%。
2025年3月18日，宁德时代创始人曾毓群与蔚来CEO李斌在福建宁德签署战略合作协议，宁德时代拟向蔚来能源注资25亿元，双方将共建全球最大规模的乘用车换电网络。
2025年5月，宁德时代在香港开启招股，5月20日在港交所挂牌上市。宁德时代港股IPO最高募资额将达到410亿港元，成为香港股市继2021年2月快手后，近四年最大的IPO项目。

## 合作伙伴
在国际市场上，宁德时代与特斯拉、大众、BMW
、日产、标致雪铁龙集团、现代、本田、捷豹路虎
、沃尔沃、丰田合作。

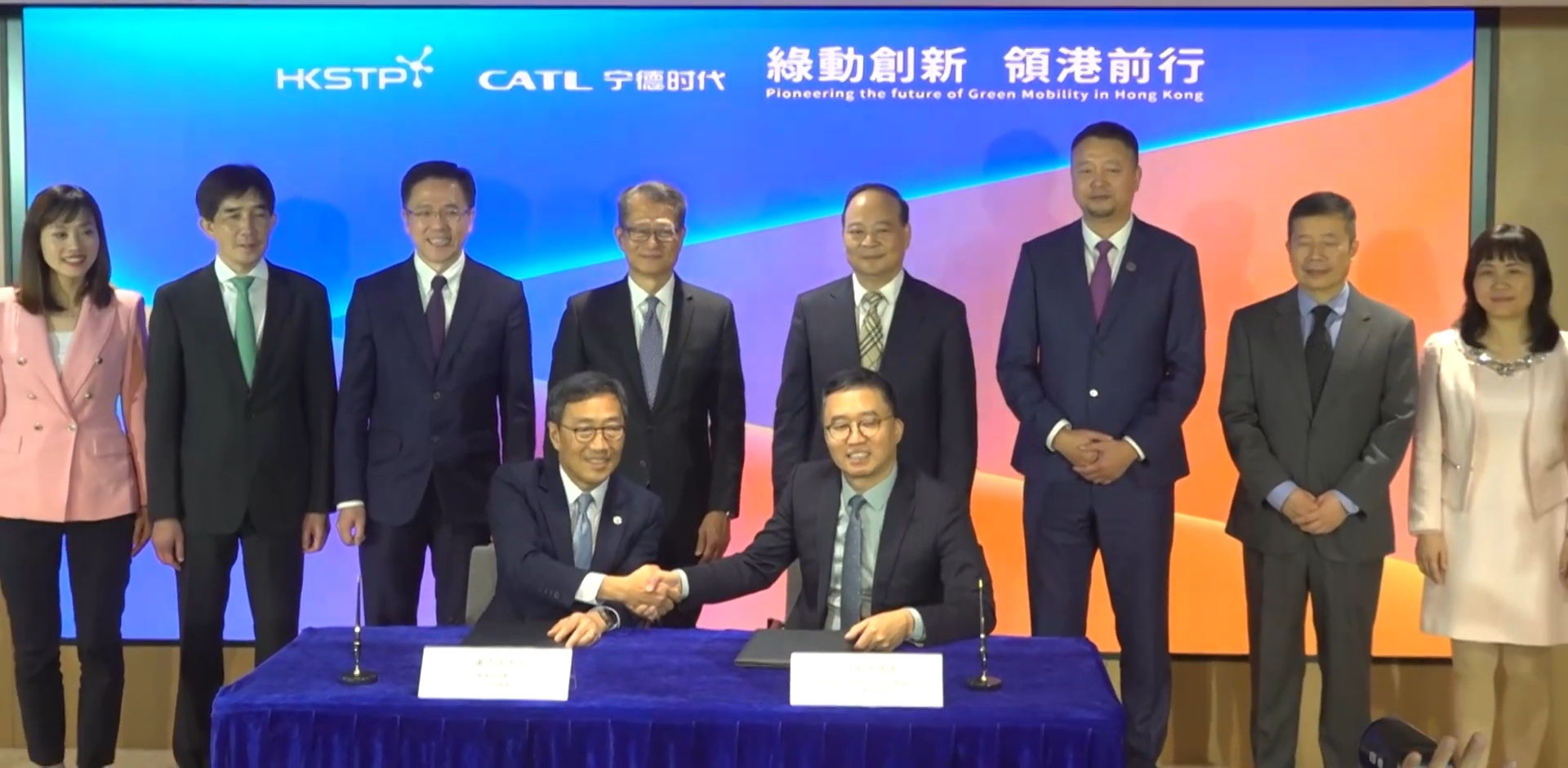
宁德时代与香港科技園公司签署合作备忘录

在中国，其客户包括北汽、吉利汽车、广汽集团、宇通客车、中通客车、厦门金龙、上汽集团和北汽福田汽车。
2017年1月，宁德时代宣布了与維美德汽車建立战略合作伙伴关系，其合作重点是为电动载具、混合动力电动汽车提供工程技術支持和电池组供应。作为合作关系的一部分，宁德时代收购了維美德汽車22％的股份。
2023年1月，宁德时代与UL Solutions签署战略合作谅解备忘录，推动电池储能系统和动力电池更加安全可靠地落地应用。
2023年12月7日，宁德时代与香港科技園公司签署合作备忘录，宁德时代宣布将在香港科学园设立国际研发中心，总投资超过12亿港元，以促进新能源科技创新，推动香港可持续发展。

## 安全限制
2023年12月，出于安全考虑，杜克能源将勒琼营的宁德时代生产的电池断离。2024年度美國國防授權法也禁止美国为宁德时代的产品提供国防资金。